# 凯萨拉 (帕拉伊巴州)
凯萨拉（葡萄牙語：Caiçara）是巴西帕拉伊巴州的一个市镇。总面积127.911平方公里，总人口7322人，人口密度57.2人/平方公里。